# Israelisch-italienische Beziehungen
Die israelisch-italienischen Beziehungen umfassen die Außenbeziehungen zwischen Israel und Italien. Italien erkannte Israel am 8. Februar 1949 an. Italien hat eine Botschaft in Israel, in Tel Aviv, zwei Generalkonsulate in West- und Ostjerusalem und vier Honorarkonsulate (in Beʾer Scheva, Eilat, Haifa und Nazareth). Israel hat eine Botschaft in Rom. Der erste italienische Botschafter in Israel war Carlo Gasparini, der seine Tätigkeit 1949 begann. Der derzeitige Botschafter ist Francesco Maria Talò.

## Geschichte
Israel wurde von Italien am 8. Februar 1949 anerkannt.
Die Beziehungen zwischen Italien und Israel bleiben stark, mit häufigen diplomatischen Austauschen und einem großen Handelsvolumen. Die israelische Regierung hat mit großer Aufmerksamkeit den Kampf gegen den von der italienischen Regierung verfolgten internationalen Terrorismus verfolgt (auch in der europäischen Arena: die Entscheidung von Riva del Garda, die Hamas in die europäische Liste der als terroristisch eingestuften Organisationen aufzunehmen). Es wurde auch gewürdigt, was die italienische Präsidentschaft im Rahmen der Vereinten Nationen zu den Fragen des Nahen Ostens getan hat. Israel begrüßte auch die kohärente und feste Linie des Verhaltens, indem es die Entstehung von Judenfeindlichkeit in jeder möglichen Form der italienischen Regierung kontrastierte.

## Kulturaustausch
Die italienische Kultur genießt einen hohen Stellenwert unter den Israelis, die häufig Italien für Bildung, Arbeit, Tourismus und wissenschaftlichen und künstlerischen Austausch besuchen. In den letzten zehn Jahren wurden 105 Bücher italienischer Autoren aus dem Italienischen in Ivrit (Modernes Hebräisch) übersetzt. Eine starke Gemeinschaft von italienischen Juden, die Alija zu Israel gemacht haben, haben die kulturellen Beziehungen gestärkt und die italienische Kultur im Land gefördert. Das Italienische Kulturinstitut initiierte und organisierte vor kurzem eine Reihe von Aktivitäten im Kulturzentrum der Juden libyscher Herkunft in Or Yehuda, wo kürzlich ein Kurs der italienischen Sprache gestartet wurde.
Die italienische Botschaft und das italienische Kulturinstitut haben kürzlich die Gründung einer Vereinigung der Freunde Italiens („Amitei Italia“) angeregt, die aus mehr als 15.000 Menschen besteht. Im Jahr 2004 die Verhandlungen über das neue Triennale Protokoll (2004–2007) des Bilateralen Abkommens im Kultursektor, in Kraft seit November 1971. Das Italienische Kulturinstitut ist seit 1960 in Israel mit seinem Hauptsitz in Tel Aviv und einem separaten Bereich tätig in Haifa. Die italienische Sprache wird in verschiedenen Zentren im ganzen Land unterrichtet. Die Gesamtzahl der Studenten, die in Zentren unter direkter Kontrolle des Italienischen Kulturinstituts im Jahr 2004 studieren, erreichte 1500 in 150 Kursen mit 30 Lehrern. Wenn die Kurse der Dante Alighieri Society in Betracht gezogen werden, erreicht die Zahl 2500 Studenten.
Vor kurzem wurde die Möglichkeit der Einführung des Unterrichts der italienischen Sprache an verschiedenen Gymnasien und akademischen Instituten in Israel erfolgreich ausgehandelt. Für das akademische Jahr 2005–2006 eröffnete das Italienische Kulturinstitut in Tel Aviv drei akademische Kurse für italienische Kultur und Sprache am Interdisziplinären Zentrum in Herzliya. Italienisch wird an vier der sieben Universitäten in Israel unterrichtet, und israelische Studenten studieren Medizin, Recht, Wissenschaft, Politik, Architektur und Kunst an italienischen Universitäten.